# James Nooth
James Nooth (* 1743 in Sturminster Newton; † 30. Dezember 1814 in Sandgate bei Folkestone/England) war ein englischer Chirurg.

## Lebenslauf
James Nooth stammte aus einer Medizinerfamilie. Er arbeitete nach dem Medizinstudium einige Jahre in Dorchester, bevor er 1790 mit seiner Familie nach Bath in der Grafschaft Somerset zog. Dort arbeitete er als Chirurg am Bath City Infirmary and Dispensary. Nooth spezialisierte sich auf die Brustchirurgie und sammelte Daten über mehr als 100 Fälle von Brustkrebs. Nooth erkannte dabei den therapeutischen Vorteil einer möglichst frühzeitigen Entfernung der Geschwulst. Zur palliativen Therapie entwickelte er ein Gerät, mit dem Kohlenstoffdioxid direkt zum Tumorgewebe geleitet wurde. Damit konnte er vermutlich die beim Ulcus carcinomatosum im späten Stadium auftretende Sepsis lindern. Nooth stellte fest, dass weder die Kinder, die anderen nahen Verwandten oder die Pflegekräfte der Patienten Krebs als Folge einer „Ansteckung“ bekamen. Die Ursachen der meisten Krankheiten waren zur damaligen Zeit völlig unklar; Bakterien und Viren waren längst noch nicht entdeckt. Um sicherzustellen, dass Brustkrebs nicht ansteckend ist, wagte Nooth einen Selbstversuch. Er implantierte sich 1777 mehrmals Tumorgewebe von Patienten in seinem Arm. In den folgenden Tagen bildete sich Wundschorf und nach dessen Entfernung fand er die ursprüngliche Wunde wieder vollständig verheilt vor. Krebs bildete sich bei ihm keiner.
1806 beendete er in Bath seine Tätigkeit und wurde Leibarzt von Edward Augustus, Duke of Kent and Strathearn.

## Werke
- J. Nooth: Observation on the Treatment of Scirrhus Tumours and Cancers of the Breast. Octavo, 1804, 101 Seiten